# Luciana Abreu
Luciana Abreu, de son vrai nom, Luciana Abreu Sodré Costa Real, née le 25 mai 1985 à Porto, est une chanteuse, actrice et présentatrice de télévision portugaise.

## Carrière
Les débuts de Luciana remontent à 1999 dans le programme SIC "Cantigas da Rua" qu'elle a remporté. En 2002, elle rejoint le casting de The Marriage Sap Troupe. L'année suivante, elle joue le rôle de Beatriz dans Cabaret.
En 2005, Luciana Abreu participe à un programme Idoles, Nouvelle Star version portugaise, apparaissant au cinquième prime. Dans ce concours étaient présentées plusieurs chansons tels que Fallin (Alicia Keys), Povo que lavas no rio (Amalia Rodrigues - Pedro Homem de Mello, Joaquim Campos), Run to You (Whitney Houston) I Will Survive (Gloria Gaynor) et Sympathy for the Devil (The Rolling Stones).
Toujours en 2005, elle représente le Portugal au Concours Eurovision de la chanson à Kiev avec la chanson Amar. La chanson, écrite par Ernesto Leite et Zé da Ponte Alexandre Honoré, ne parvient pas à passer la demi-finale. En 2006, elle est invitée à jouer dans la telenovela de SIC, Floribella qui devient une référence de la telenovela jeunesse au Portugal. 3 CD sont lancés pour la série, mais aussi divers DVD, jeux et produits de merchandising en tous genres. Elle devient alors une immense star et bat des records d'audiences mais aussi de vente d'albums. Son premier album est l'un des albums les plus vendus du Portugal. Elle est nommée dans deux catégories des Golden Globes portugais, mais elle n'en remporté qu'un.
En 2007, elle participe à la 3e édition de Dança Comigode RTP, un programme proche de Danse avec les Stars. Elle le remporte haut la main.
En février 2008, Luciana fait la Une du magazine masculin FHM au Portugal qui a battu le record de ventes de cette publication[réf. nécessaire]. En 2008, Lucy est le nom du programme qui a marqué le retour de Luciana Abreu sur les écrans et où elle publie
Enn  
n 2009, Luciana reu a paetaucà RTP Festival de la chde la RTP surn avec le thème "Ensemble, nous atteignons" (Yes We Can),elleine s n'a pas rempas porté la victoire.
En 2010, Luciana Abreu participe en tant qu'actrice dans Perfeito Coraçãodans dans lequel elle joue le personnage de Carla Cunha.
Au début de 2012, Perfeito Coraçãodans est l'invitée spéciale du concours A Tua Cara Não Me É Estranha, TVI, où elle reprend des chansons de Beyoncé. Elle interprète ensuite plusieurs thèmes qui l'on déjà rendu célèbre dans Idolo. Retour à la CTI, faisait partie de la distribution régulière du programme Vale Tudo, Vendredi tout est permis, présenté par John Manzarra et a joué le personnage Fatinha dans Sol de Inverno, dont le générique est également joué par Luciana.E
En 2014, Luciana Abreu remporte le prix de la meilleure comédienne dans TV7 Gala jours.

## Vie personnelle
Luciana Abreu Sodré Costa Real est la fille de Maria Abreu Ludovina Sarmento Leite et Luís Gonzaga Faro Sarmento. Elle a deux sœurs Liliana, et Ana Luisa.
Le 13 janvier 2011, Luciana donne naissance à sa première fille, Lyonce Viktória, fruit de sa relation avec le joueur de football Yannick Djalo, qu'elle a épousé le 13 mai 2010. Son deuxième enfant naît le 20 mars 2012 et se prénomme Lyannii Viktória. En juin 2012, le couple se sépare et divorce quelques mois plus tard.
Elle se remarie en avril 2017 avec Daniel Souza et donne naissance à des jumelles Amoor Viktória et Valentine Viktória le 23 décembre 2017. En janvier 2019, elle se sépare de son mari, Daniel Souza.

## Série Tv
- Floribella
- Perfeito Coração
- Louco Amor
- Sol de Inverno
- Coração d’ Ouro
- Espelho de água
- Terra Brava
- Amor Amor

## Émission de Tv
- Cantigas de Rua
- Ídolos
- Concours Eurovision de la chanson
- Dança Comigo
- Protagonistas
- Lucy
- O Melhor do Mundo
- Último a Sair
- A Tua Cara Não Me É Estranha
- Vale Tudo

## Théâtre
- Aladino - O Musical no Gelo
- Missão Sorriso
- RI-FIXE - O Musical Floribella
- Cabaret Carioca
- O Casamento

## Discographie
- Floribella
- Floribella: O Melhor Natal
- Floribella II
- O Melhor Do Mundo
- Lucy